# Eutelsat 5 West A
Eutelsat 5 West A ist ein ehemaliger Fernsehsatellit der European Telecommunications Satellite Organization (Eutelsat) mit Sitz in Paris.

## Missionsverlauf
Der Satellit wurde unter dem Namen Stellat 5 für die France Télécom gefertigt und am 5. Juli 2002 in die Erdumlaufbahn gebracht. Weil France Télécom sich auf sein Kerngeschäft konzentrieren wollte, wurde der Satellit an Eutelsat verkauft und erhielt die neue Bezeichnung Atlantic Bird 3. Als Eutelsat am 1. März 2012 das Bezeichnungssystem der Satelliten änderte, erhielt er gemäß seiner Orbitalposition 5° West den Namen Eutelsat 5 West A. Im Dezember 2022 wurde er außer Betrieb genommen und in einen Friedhofsorbit manövriert.

## Empfang
Der Satellit konnte in Europa, Nordamerika, Afrika, Brasilien und auf der arabischen Halbinsel empfangen werden.
Die Übertragung erfolgte im C- und Ku-Band.